# Фик (планина)
Фик се налазе у источној Србији и припада Хомољским планинама. Фик је локална планина и припада селу Плавчево.

## Галерија
- Фик планина
- Фик планина